# タタ (小惑星)
タタ (1109 Tata)は、小惑星帯の小惑星である。1929年2月5日にカール・ラインムートがハイデルベルクのケーニッヒシュトゥール天文台で発見した。当初は1929 CUという仮符号が付けられた。名前の由来は分かっていない。